# 朴玄彬
朴玄彬（： Park Hyun Bin，1982年10月18日—），又譯朴賢斌，畢業於秋溪藝術大學聲樂系，2006年出道，是韓國著名的Trot歌手，人稱Trot皇太子。
母親是音樂教師，父親是演奏家，哥哥在德國也學習聲樂，表妹是女演員李允智。
2015年8月8日與小四歲，交往五年、專攻韓國舞蹈的妻子結婚。
2016年4月29日遭遇嚴重車禍，術後行走不便。在積極接受心理治療與復健後，於2022年6月9日SBS TV綜藝節目《夢幻般的家庭-DNA歌手》中宣告目前幾乎完全治愈。